# Helge Krog
Helge Krog (Kristiania, 9 de febrero de 1889 – Oslo, 30 de julio de 1962) fue un periodista, ensayista, crítico literario, dramaturgo y traductor noruego.

## Biografía
Krog nació en Kristiania (actual Oslo), hijo del jurista Fredrik Arentz Krog y de Ida Cecilie Thoresen. Su madre fue la primera estudiante de Noruega, en 1882, y una reconocida feminista. Estuvo casado con la escritora y publicista Eli Meyer de 1912 a 1947, y con la actriz Tordis Maurstad desde 1949.

## Carrera
Krog se graduó en Ciencias Económicas (cand.oecon.) en 1911. Trabajó para el periódico Verdens Gang desde 1912, y a partir de 1914 lo hizo como crítico de literatura y teatro. Más tarde trabajaría para los periódicos Tidens Tegn, Arbeiderbladet y Dagbladet. Publicó la colección de artículos Meninger om bøker og forfattere en 1929 (lit. Opiniones sobre libros y escritores), y una segunda colección, Meninger om mange ting (Opiniones sobre muchas cosas), en 1933.
Su primera obra teatral fue la comedia periodística Det store Vi en 1917, la cual se representó en numerosos teatros escandinavos. La obra tuvo un gran éxito en el Nationaltheatret con casi sesenta representaciones, con Gerda Ring en el papel de la "dependienta" y August Oddvar como el "joven periodista". La obra På solsiden de 1927 sirvió de fuente para una película (en 1956). Otras obras teatrales de Krog son Konkylien de 1929, y Don Juan (coescrita con Sigurd Hoel, publicada en 1930). Las obras Underveis (1931) y Opbrudd (1936) abordan el tema de la mujer en la sociedad, y resultaron de interés para el movimiento feminista de la década de 1970.
Durante el período de entreguerra Krog se hizo popular como miembro del "triunvirato radical", junto a Arnulf Øverland y a Sigurd Hoel.

## Segunda Guerra Mundial
Durante el último tercio de la Segunda Guerra Mundial, Krog se exilió en Suecia, donde contribuiría en la revista Håndslag. Publicó, bajo seudónimo, el artículo crítico "Nazi-Tysklands krigspotensial og den 6-te kolonne i Norge" en 1944, un artículo que no estuvo ajeno a la polémica, incluso tras la guerra. El panfleto se volvió a publicar en una versión revisada y ampliada en 1946, criticando el aporte de la industria a larga escala de Noruega al armamento militar de la Alemania nazi (6. kolonne -? Om den norske storindustriens bidrag til Nazi-Tysklands krigføring).
Krog falleció en Oslo.